# NGC 202
NGC 202 je galaksija u zviježđu Ribe.

## Vanjske poveznice
- SEDS: NGC 0202